# 孔繁灝

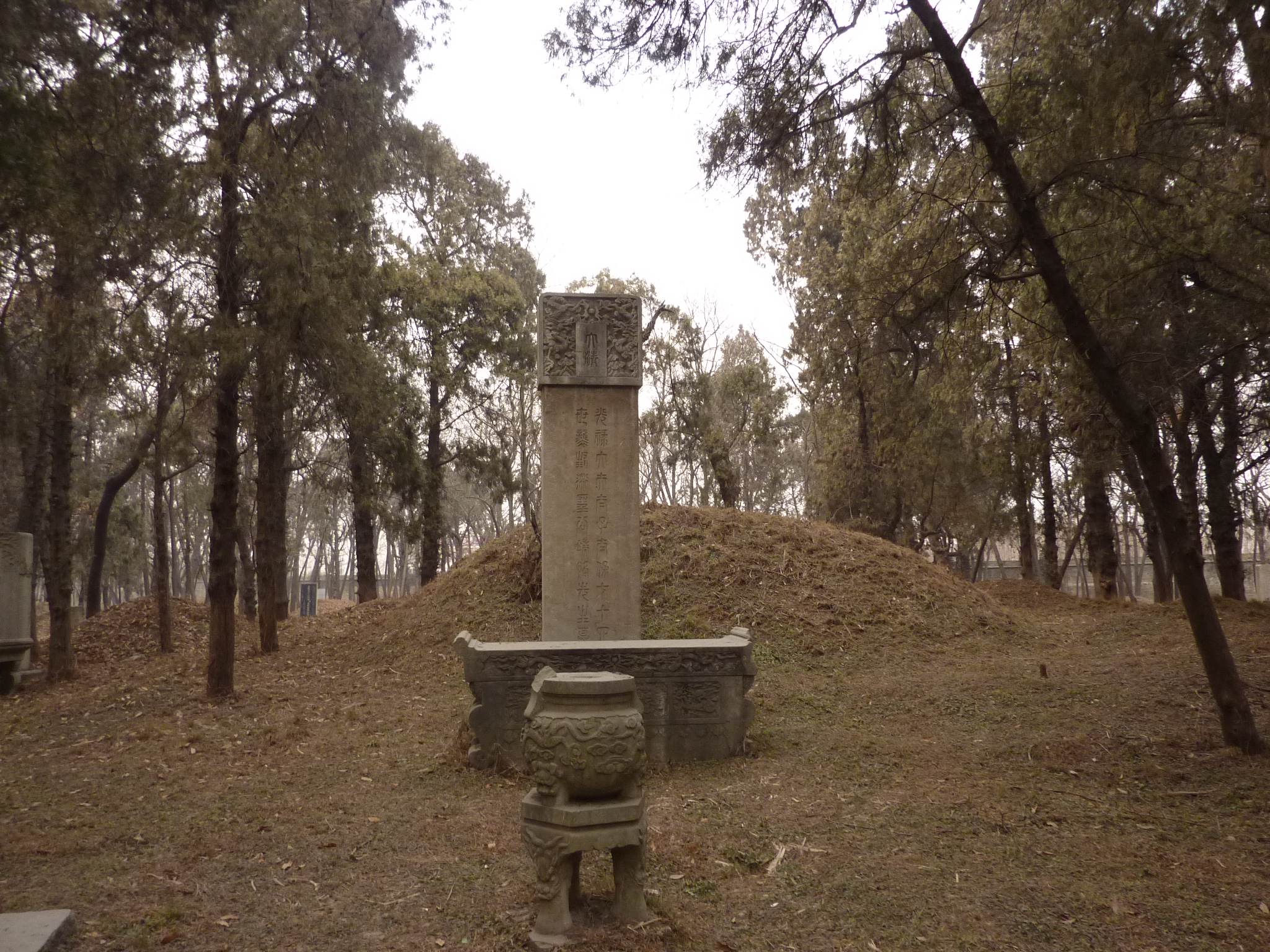
孔林内的孔繁灏墓

孔繁灝（1806年3月21日—1862年11月11日），字文淵，號伯海。山東曲阜人，孔子七十四代嫡長孫，父為衍聖公孔慶鎔。

## 生平
孔繁灝生於嘉慶十一年（1806年）二月初二日午時，道光二十一年（1841年）襲封衍聖公:14。道光三十年（1851年），清文宗咸豐帝即位，孔繁灝進京慶賀，陛見七次，獲賜御撰《朱子全書》、《淵鑒類函》、《歷代通鑒輯覽》等書，及文宗親題「德齊萬載」匾額一幅。同年，洪秀全起事，席捲華南。孔繁灝積極捐輸，支援清廷。咸豐三年（1854年），清文宗至太學行「臨雍大典」，釋奠先師孔子，孔繁灝率領顏、孟、曾等家族的世襲五經博士進京陪祀。欽賜朝帽朝衣緞匹等，晉太子太保，賜給御製詩章。同年，捻軍兵臨曲阜，孔繁灝亟令守衛百戶，小心防範，加意巡查。十年（1860年）九月十六日，捻軍進山東曲阜縣境，有曲阜縣民廣沅昌、廣三、宋七、桂西楨、桂西橘等人配合捻軍，藉機反抗孔府；捻軍在曲阜縣焚掠，逼近縣城:186-187。與此同時，宋繼鵬率領白蓮教徒數萬人於鄒縣東北起事，往來鄒縣、泗水、曲阜之間。孔繁灝一面向山東巡撫、兗州總兵諮文，詳細報告了白蓮教叛亂情況，請官府儘快剿滅，一面派探子偵查消息，組織團勇自衛。
同治元年（1862年）九月二十日卯時，孔繁灝在北京去世，諡「端恪」，享年五十七歲:14。

## 家庭
- 父：孔慶鎔（1787年—1841年），乾隆五十九年（1794年）承襲衍聖公。
- 母：畢氏（1790年—1847年），江蘇鎮洋縣人，兵部尚書、都察院右都御史畢沅第三女。[註 1]
  - 元配：方氏（1804年—1826年），安徽桐城縣人，方傳秩長女；祖父直隸總督方受疇、祖母孔楙祉為衍聖公孔昭煥長女。[7][註 2]
    - 女：孔重觀，二十二歲過世，未婚。

  - 繼配：李氏（1807年—1834年），安徽太湖縣人，刑部尚書、貴州布政使司布政使李長森第三女。
  - 繼配：畢景桓（1813年—1875年），畢沅孫女、湖南岳州府同知畢鄂珠長女；[8]道光十六年（1836年）正月十六日結婚。[9]:100, 303[註 3]
    - 嫡長子：孔祥珂（1848年—1876年），同治二年（1863年）承襲衍聖公。[10]:19

  - 側室：任氏
    - 庶長子：孔祥璣（1847年—1870年），正一品廕生，欽加三品銜、通議大夫。無子女，以同母弟孔祥璞的長子孔令譽繼嗣。
    - 庶次子：孔祥璞（1852年—？），正一品廕生，欽加三品銜、候選同知。有二子，孔令譽、孔令謨。

## 附註
1. ↑  「夫人畢氏，鎮洋人，太子太保總督湖北湖南軍務兵部尚書都察院右都御史沅第三女。乾隆五十五年五月十七日丑時生，道光二十七年二月初七日巳時卒，年五十八。子一，繁灝」
2. ↑  「夫人方氏，桐城人，總督直隸軍務兵部尚書都察院右都御史方受疇孫女、候補知府傳秩長女。嘉慶九年四月十四日亥時生，道光六年十月二十日酉時卒，年二十三。繼配李氏，太湖人，刑部尚書貴州布政使司布政使長森第三女。嘉慶十二年八月二十九日子時生，道光十三年十二月十五日午時卒，年二十七。畢氏，鎮洋人，太子太保總督湖北湖南軍務兵部尚書都察院右都御史沅孫女、湖南岳州府同知鄂珠長女。嘉慶十八年八月二十四日卯時生。子三：祥璣，庶出；祥珂，畢出；祥璞，庶出。女一，重觀，年二十二歲卒，方出。」[1]:13
3. ↑  「……嘉慶十八年八月二十四日卯時生，光緒元年四月十九日亥時卒，年六十三」[10]:19

## 延伸阅读
[在维基数据编辑]
 《清史稿·卷483》，出自趙爾巽《清史稿》
 在维基共享资源阅览影像